# Pedro Fernández Pecha
Pedro Fernández Pecha (Província de Guadalajara, ca. 1326 - Monestir de Guadalupe, Càceres, 1402) fou un noble castellà, després religiós i anacoreta, cofundador de l'Orde de Sant Jeroni i fundador de les Monges de l'Orde de Sant Jeroni.

## Biografia
Pedro Fernández pertanyia a una família noble que, establerta a Guadalajara, havia tingut un ràpid ascens social; el seu pare havia col·laborat estretament amb Alfons XI de Castella. Pedro va tenir també càrrecs a la cort i fou cambrer de Pere I de Castella, va casar-se i va tenir quatre fills. Cap al 1348 va administrar durant deu anys les mines de mercuri d'Almadén.
En 1366, en quedar vidu, va tenir una crisi espiritual i es va unir a un grup d'anacoretes, dirigit per Fernando Yáñez de Figueroa, que s'havia instal·lat a Orusco (Madrid), prop de l'ermita de la Billaescusa, procedents de d'El Castañar, no lluny de Toledo. L'any següent, 1367, la comunitat va buscar un lloc més capaç i es va traslladar a Lupiana (Guadalajara), on la família Pecha tenia terres i hi havia una ermita des de 1330, dedicada a sant Bartomeu apòstol per un oncle de Pedro. En 1370 Pedro Fernández va sol·licitar les capellanies de l'ermita i li foren concedides. S'hi consolidà, llavors, una comunitat eremítica de laics, lliurats a la contemplació i l'ascesi, anomenada de San Bartolomé de Lupiana.

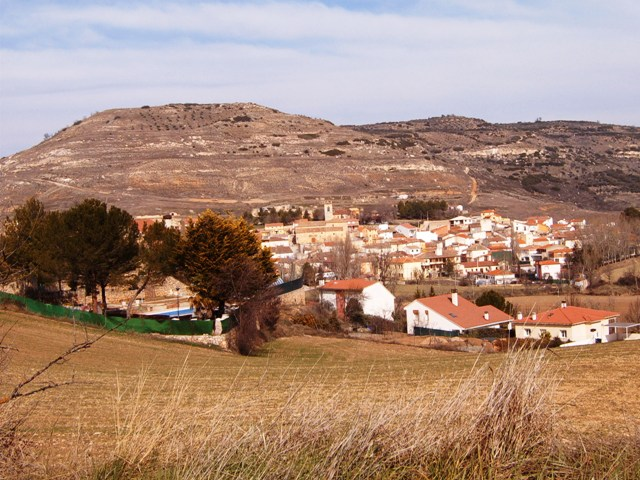
Lupiana, lloc de fundació de l'Orde de Sant Jeroni.
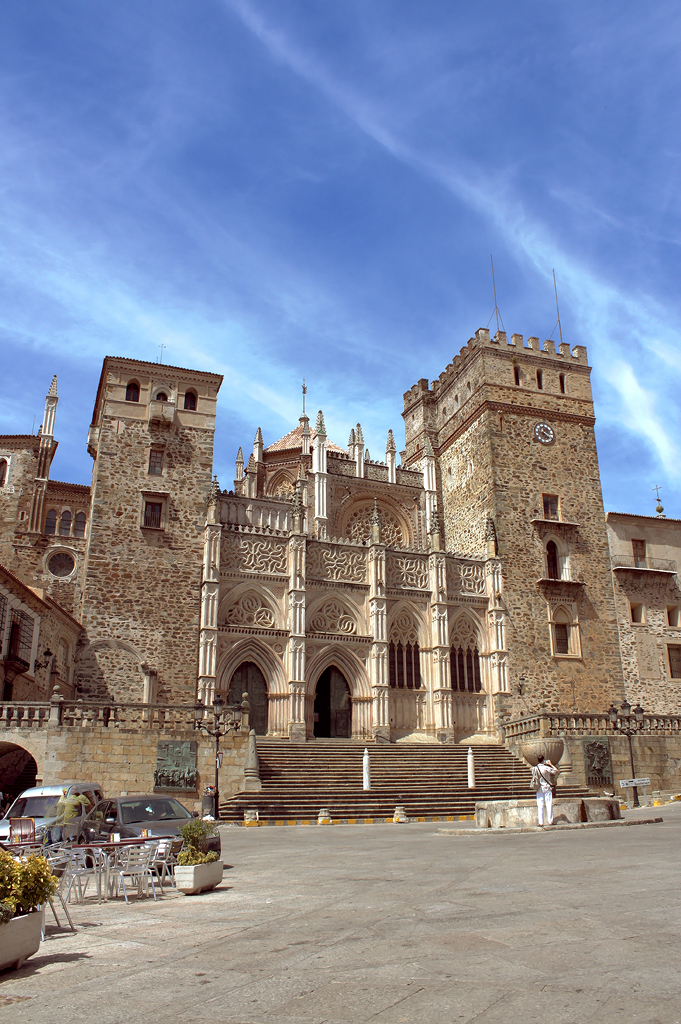
Monestir de Guadalupe, lloc d'enterrament del fundador.

Com que l'Església volia que les comunitats religioses se sotmetessin a unes regles, van demanar l'aprovació de la comunitat a Gregori XI; Pedro Fernández Pecha i Pedro Román foren enviats a Avinyó (Valclusa) per fer-hi les gestions necessàries. Amb la butlla Sine petitio Salvatoris humanae generis de 15 d'octubre de 1373, el papa va aprovar le comunitat d'Eremites de Sant Jeroni, amb la Regla de Sant Agustí i constitucions i hàbit propis, a més del permís per fundar quatre monestirs, el primer dels quals seria el de Lupiana.
Pedro Fernández Pecha, tot i que continuava essent laic, en fou nomenat prior amb el nom de Pedro de Guadalajara. Per a ampliar l'ermita i convertir-la en monestir, Pedro va comptar amb el suport econòmic de la seva família i de nobles de la regió, com la família Mendoza. Un any després, el 1374, Pedro va renunciar al càrrec, nomenant com a successor Fernán Yáñez de Figueroa. A partir de llavors, va fundar altres monestirs de l'orde: el de La Sisla, vora Toledo (1374), on restà com a prior, San Jerónimo de Guisando (1375) i Corral-Rubio (1384) i la Mejorada (aquests tres no els fundà anant-hi personalment, sinó donant poders).
En 1389, l'orde rep el monestir de Guadalupe, amb grans terres i riqueses, i part de la comunitat de Lupiana s'hi trasllada; Pedro de Guadalajara hi va en 1400 des de La Sisla. Hi va morir en 1402, sense que se'n sàpiga el dia exacte. Fou enterrat a Guadalupe.
Va escriure uns Soliloquios conservats en dos manuscrits del segle xv, en dos llibres en forma de col·loqui místic entre l'ànima i Déu.
L'Orde de Sant Jeroni, com a acte d'extrema humilitat, evitava la veneració de qualsevol dels seus membres, per la qual cosa, a diferència d'altres fundadors d'ordes i de persones de vida venerable, mai no va iniciar el procés de beatificació dels seus fundadors i ni tan sols va rebre culte en el si de l'orde, tot i ésser-hi considerat com un model de virtut i de vida cristiana.